# The Matrix Resurrections
The Matrix Resurrections is een Amerikaanse sciencefiction-actiefilm uit 2021, geproduceerd, medegeschreven en geregisseerd door Lana Wachowski. De film is het vervolg op The Matrix Revolutions (2003) en het vierde deel in de filmreeks The Matrix. Keanu Reeves, Carrie-Anne Moss, Lambert Wilson en Jada Pinkett Smith hernemen hun rollen uit eerdere films in de serie, samen met Yahya Abdul-Mateen II, Jessica Henwick, Jonathan Groff, Neil Patrick Harris en Priyanka Chopra. De film werd geproduceerd door Village Roadshow Pictures en Venus Castina Productions en gedistribueerd door Warner Bros. Pictures.

## Verhaal
Er zijn 60 jaar verstreken sinds Neo's vermeende dood: de vrede tussen mens en machine duurt voort en sommige machines zijn inmiddels overgelopen naar de kant van de mens. Het is ook mogelijk om individuele programma's van de matrix naar de echte wereld over te brengen. In een geïsoleerd deel van de Matrix ontdekt Captain Bugs een agent die vreemd handelt door haar te helpen ontsnappen aan andere agenten. Het blijkt de huidige belichaming van Morpheus te zijn. Het bevrijdt het programma van de matrix voordat het wordt verwijderd. Thomas A. Anderson woont weer in de Matrix en is een succesvolle gamedesigner die de plot van de eerste drie films heeft omgezet in drie computergames getiteld The Matrix. Maar aangezien hij zogenaamd last heeft van waanideeën en ondertussen geloofde dat de actie echt had plaatsgevonden, is hij in psychiatrische behandeling en moet hij regelmatig een blauwe pil slikken om de waanideeën te onderdrukken. Hij heeft een moeizame relatie met zijn zakenpartner en heeft bij hem deja-vu´s van de gevechten met Agent Smith. In werkelijkheid is deze zakenpartner inderdaad Agent Smith.
Hij bezoekt vaak een café waar hij de familiemoeder, Tiffany, de huidige belichaming van Trinity ontmoet, die hij denkt te kennen van de waanideeën. Bugs en de bevrijde Morpheus ontdekken het signaal van Neo in de matrix en kunnen het terugvoeren naar Thomas Anderson. Ze proberen Anderson uit de Matrix te bevrijden, maar worden aanvankelijk verhinderd door zijn psychiater, die - zo blijkt later - een programma van de Matrix is. Anderson blijft geloven dat het allemaal maar een waanidee is. Pas in een tweede poging slagen Bugs en Morpheus erin Anderson uit de matrix te bevrijden. In de echte wereld wordt Neo wakker in een tank die is geïsoleerd van andere tanks, samen met een andere tank. Hij wordt bevrijd door een machine die met mensen werkt en op de vlucht realiseert hij zich dat er Trinity in de naburige tank is, die verbonden blijft. Op het schip van Captain Bugs moet Neo zich langzaam zijn echte identiteit herinneren.
Hij wordt naar Io gebracht, het nieuwe thuis van het bevrijde volk, waar hij Niobe ontmoet, die als generaal het opperbevel over Io heeft. Dit zet hem onder arrest, maar Bugs bevrijdt hem later weer. Samen bedenken ze het plan om Trinity uit de Matrix te bevrijden, maar worden geconfronteerd met Agent Smith en andere ballingen (o.a. de Merovingian die zijn gladde elitair-Franse uiterlijk en manieren kwijt is en uit is op wraak). Neo kan Smith verslaan door zijn vermogen om de Matrix te beïnvloeden terug te krijgen. Neo wil met haar praten in de werkplaats van Tiffany of Trinity, maar zijn psychiater houdt hem tegen door het verstrijken van de tijd te vertragen. Het blijkt dat de psychiater alias The Analyst de opvolger van de Architect is en ervoor heeft gezorgd dat de lichamen van Neos en Trinity na hun dood opnieuw tot leven zijn gebracht en teruggebracht naar de tanks en dus de Matrix. Door hun onderlinge verbinding wekken die beduidend meer energie op als ze dicht bij elkaar staan. Bovendien moedigden Neo´s acties te veel mensen aan tot het verlaten van de Matrix (hetgeen de machines volgens de vredesafspraak niet zouden hinderen). Door hem en Trinity opnieuw aan te sluiten en de legende om te bouwen tot de fictie van een computerspel, accepteert vrijwel iedereen de Matrix als realiteit en wil niemand meer ´ontwaken´.
Het verlaten van de matrix van Neo destabiliseert bovendien de matrix, daarom willen de machines het programma opnieuw starten, maar de Analist verhindert hen dit te doen. Door deze oplossing maximeert hij de energieopbrengst en houdt hij de mensen gedwee, waardoor er geen reden is de Matrix opnieuw op te starten.
Hij dreigt Trinity te vermoorden als Neo niet vrijwillig terugkeert naar de Matrix.Terug in de echte wereld worden Neo en de Bugs-crew gevangengenomen en naar Niobe gebracht. Voordat ze het team kan straffen, wordt ze overgehaald door Sati, een bevrijd computerprogramma, om Neo te helpen Trinity te bevrijden. Terug in de Matrix doet Neo de Analist een aanbod: hij zal met Trinity praten en als Trinity zou besluiten de Matrix te verlaten, is iedereen veilig. Als ze ervoor zou kiezen om in de Matrix te blijven, zou hij ook vrijwillig terugkeren. Hoewel Trinity hun ware identiteit realiseert, wil de Analist ze toch allebei vermoorden omdat ze te gevaarlijk zijn. 
Op het laatste moment worden ze echter verhinderd door Agent Smith, die zijn speciale krachten immers ook aan de speciale status van Neo te danken heeft omdat hij en Neo twee kanten van dezelfde anomalie vormen. Als de Analist Neo zou doden, zou Smith waarschijnlijk weer een normaal programma worden. 
Hierdoor kunnen Neo en de anderen ontsnappen, maar de Analist zet de gehele Matrix tegen hen op. In een uitzichtloze situatie op het dak van een huis besluiten Neo en Trinity te springen, maar de tweede realiseert zich dat ze tijdens de val kan vliegen en redt zo hun leven. Vervolgens dreigen ze de Analist met consequenties als hij zich weer in de loop van de Matrix zou mengen en vliegen ze weg.

## Rolverdeling
| Acteur                | Personage                |
| --------------------- | ------------------------ |
| Keanu Reeves          | Thomas A. Anderson / Neo |
| Carrie-Anne Moss      | Trinity / Tiffany        |
| Yahya Abdul-Mateen II | Morpheus / Agent Smith   |
| Jessica Henwick       | Bugs                     |
| Jonathan Groff        | Agent Smith              |
| Neil Patrick Harris   | The Analyst              |
| Priyanka Chopra       | Sati                     |
| Jada Pinkett Smith    | Niobe                    |
| Lambert Wilson        | The Merovingian          |
| Christina Ricci       | Gwyn de Vere             |
| Julian Grey           | Brandon                  |

## Release
De film ging in première op 10 december 2021 in Mexico. De film werd op 22 december 2021 uitgebracht in de Verenigde Staten door Warner Bros. Pictures. Het is de laatste film van Warner Bros. Pictures die gelijktijdig 30 dagen wordt uitgebracht op de streamingdienst HBO Max, die werd gebruikt als reactie op de COVID-19-pandemie.

## Ontvangst
De film ontving over het algemeen gunstige recensies van critici. Op Rotten Tomatoes heeft The Matrix Resurrections een waarde van 65% en een gemiddelde score van 6,20/10, gebaseerd op 274 recensies. Op Metacritic heeft de film een gemiddelde score van 64/100, gebaseerd op 54 recensies.

## Prijzen en nominaties
| Jaar | Prijs                | Categorie              | Genomineerde(n)        | Uitslag     |
| ---- | -------------------- | ---------------------- | ---------------------- | ----------- |
| 2022 | Critics Choice Award | Beste visuele effecten | Beste visuele effecten | Genomineerd |

## Trivia
Hugo Weaving was van plan om zijn rol als Agent Smith opnieuw op te nemen, maar moest deze afwijzen vanwege planningsconflicten met zijn theaterwerk.